# Santo Antônio do Palma
Santo Antônio do Palma este un oraș în Rio Grande do Sul (RS), Brazilia.